# معاملة المثليين في تونغا
يواجه الأشخاص من المثليين والمثليات ومزدوجي التوجه الجنسي والمتحولين جنسياً (اختصاراً: LGBT) في تونغا تحديات قانونية لا يواجهها غيرهم من المغايرين جنسيا. تعتبر المثلية الجنسية بين الذكور غير قانونية في تونغا، مع عقوبة بالسجن تصل لمدة 10 سنوات، لكن القانون لايتم تطبيقه.
يعتبر المجتمع التونغاني محافظا اجتماعياً ومتدينا للغاية. تتطلب حكومة تونغا جميع المراجع الدينية على وسائل الإعلام للتوافق مع المعتقدات المسيحية السائدة. وقد نتج عن خليط القيم المحافظة وقوانين الحقبة الاستعمارية مناخ من الخوف والتمييز ورهاب المثلية ضد مجتمع المثليين. وإلى جانب كيريباتي، تعد تونغا البلد البولينيزي الوحيد الذي لم يوقع أو يعرب عن تأييده للبيان المشترك بشأن إنهاء أعمال العنف وانتهاكات حقوق الإنسان ذات الصلة القائمة على التوجه الجنسي والهوية الجندرية في الأمم المتحدة، التي يدين العنف والتمييز ضد الأشخاص من مجتمع المثليين.
يهاجر الكثير من المثليين من ذوي الميول الجنسية المثلية إلى أستراليا أو نيوزيلندا لكي يعيشوا حياة أكثر انفتاحاً قد لا يجدونها في موطنهم الأصلي.

## تاريخ
كانت تونغا، مثلها مثل بقية بولينيزيا، متسامحة للغاية مع المثلية الجنسية ومع المتحولين جنسياً قبل وصول المسيحية.
أدى وصول المبشرين الأوروبيين في أواخر القرن الثامن عشر إلى تغيير القبول المجتمعي بسرعة، وتم سن أول قوانين ضد المثليين في تونغا. حول المبشرون السكان المحليين إلى المسيحية.

## فاكاليتي
تقليديا، كانت الثقافة التونغية داعمة للتحول الجنسي في شكل «فاكاليتي» (بالإنجليزية: fakaleiti)‏ (المعروفين أيضا باسم «فاكافيفين» "fakafefine"؛ والتي تعني حرفيا مثل سيدة). ويعتبر «فاكاليتي»، على غرار فافافين (بالإنجليزية: fa'afafine)‏ من ساموا وماهو (بالإنجليزية: māhū)‏ من هاواي، الأشخاص الذين يولدون كذكور، ولكنهم يعيشون ويتصرفون كنساء. وقد تم قبولها تقليديا من قبل المجتمع التونغي. ومع ذلك، في العصر الحديث، يعتبر مجتمع تونغا مجتمعا دينية قوية، وشهد مؤخرا ارتفاعا في مشاعر الأصولية والتعصب الديني. على هذا النحو، يعاني ال«فاكاليتي» من مواجهة التمييز والوصمة بشكل منتظم، على الرغم من كونهم جزءًا لا يتجزأ من مجتمع تونغا. تعتبر شهوة الملابس المغايرة غير قانونية في تونغا بموجب القوانين الموروثة من الإمبراطورية البريطانية سابقا.
لعب ال«فاكاليتي» تقليديا دورا هاما في الحياة المحلية والمجتمعية، وغالبا ما كان يتم استدعاؤهم لمساعدة العائلة المالكة التونغية.
على الرغم من التمييز والمضايقة، ينظم مجتمع فاكاتيلي مسابقة ملكة جمال لمتحولي الجنس سنويًا تسمى مسابقة ملكة جمال غالاكسي، والتي ترعاها حكومة تونغا والشركات المحلية.

## قانونية النشاط الجنسي المثلي
يعتبر النشاط الجنسي المثلي التوافقي بين ذكور غير قانوني في تونغا بموجب قانون الجرائم الجنائية مع عقوبة قصوى بالسجن لمدة 10 سنوات. ويمكن أيضا جلد المتهمين كعقوبة إذا أدينوا.
القسم 136. السدومية والبهيمية. كل من أدين بجريمة السدومية مع شخص آخر... يكون مسؤولا حسب تقدير المحكمة عن الحبس لأي مدة لا تتجاوز عشر سنوات....
اغتصاب الذكور غير قانوني أيضا في تونغا:
القسم 137. الاعتداء بقصد ارتكاب السدومية. يعتبر الاعتداء على شخص آخر بنية ارتكاب السدومية جريمة.
القسم 138. الاعتداء غير اللائق على الإنسان. إنه لجريمة أن يقوم شخص بهجوم غير لائق على رجل.
القسم 139. محاولة السدومية، والاعتداء غير اللائق على ذكر. كل من يحاول ارتكاب جريمة السدومية البغيضة المذكورة أو أنه مذنب في الاعتداء بنية ارتكاب نفس أو أي اعتداء غير لائق على أي شخص ذكر، يكون مسؤولاً أمام المحكمة عن الحبس لأي مدة لا تتجاوز 10 سنوات.
القسم 140. الأدلة في محاكمة أي شخص بتهمة السدومية أو الجنس الشرجي، لا يكون من الضروري إثبات الانبعاث الفعلي للبذرة ولكن تعتبر الجريمة كاملة على إثبات الاختراق فقط.
القسم 142. الجلد لبعض الجرائم. في حالة إدانة أي شخص ذكر بارتكاب أي جريمة ضد الأقسام... (136) و (139) من هذا القانون، يجوز للمحكمة، حسب تقديرها بدلا من أي حكم بالسجن المأذون به بموجب هذا القانون أو بالإضافة إليه، أن تأمر بجلد الشخص المدان. وفقا لأحكام المادة 31 من هذا القانون.

### جهود إلغاء التجريم
في أواخر عام 2016، أطلقت جمعية تونغا ليتيس (بالإنجليزية: Tonga Leitis Association)‏، وهي مجموعة تدافع عن حقوق المثليين، مشاورة وطنية مع مسؤولي الحكومات من أجل إلغاء تجريم المثلية الجنسية وشهوة الملابس المغايرة.
وفقا للنائب العام، هناك، في عام 2016، لم يكن أبدا أي محاكمات بسبب السدومية على النشاط الجنسي المثلي بالتراضي.

## الاعتراف القانوني بالعلاقات المثلية
لا تعترف تونغا قانونيا بالعلاقات المثلية بأي شكل من الأشكال.

## ظروف الحياة
يعتبر المجتمع التونغاني محافظ اجتماعياً ومتدينا للغاية. وبالإضافة إلى ذلك، فقد شهد في الآونة الأخيرة ارتفاعا في مشاعر الأصولية والتعصب الديني، الذي ارتبط مع زيادة في الكراهية والتمييز ضد المثليين والمثليات وال«فاكاليتي».
مثل أغلب مناطق بولينيزيا، قد يستاء بعض المارة من مظاهر الود العلنية بين الشركاء بغض النظر عن التوجه الجنسي.

## حراك حقوق المثليين
هناك جمعية للمثليين معروفة باسم جمعية تونغا ليتيس (بالإنجليزية: Tonga Leitis Association)‏، التي يرأسها جوي ماتايلي، وهو فرد مؤثر في المجتمع التونغي. في عام 2018، دمر إعصار غيتا، الذي دمر مبنى البرلمان في تونغا أيضا، مركز الإيواء ومقر المنظمة.
كان حامل العلم في دورة الألعاب الأولمبية الصيفية 2012 في تونغا أميني فونوا وهو مثلي الجنس علنا. أصبح فونوا من المدافعين عن حقوق المثليين، وتحدث مع مسؤولي الحكومة التونغية حول الحاجة لإصلاح قوانين عهد الاستعمار في تونغا التي تجرم المثلية الجنسية.
في عام 2018، أعربت فريدريكا تويتا فيليبي، ابنة الأميرة «سالوت مافيلاو بيلوليفو تويتا»، عن معارضتها لرهاب المثلية وللتمييز ضد المثليين.

## إحصائيات
ووفقاً لتقديرات عام 2017 لبرنامج الأمم المتحدة المشترك لفيروس نقص المناعة البشرية/الإيدز، كان هناك حوالي 400 شخص متحولين جنسياً في تونغا.

## ملخص
| قانونية النشاط الجنسي المثلي                                                             | (للذكور، لايتم تطبيقه) / (للإناث)                |
| المساواة في السن القانوني للنشاط الجنسي                                                  | (للذكور، لايتم تطبيقه) / (للإناث)                |
| قوانين مكافحة التمييز في التوظيف                                                         | (منذ عام 2015)                                   |
| قوانين مكافحة التمييز في توفير السلع والخدمات                                            | No                                               |
| قوانين مكافحة التمييز في جميع المجالات الأخرى (تتضمن التمييز غير المباشر، خطاب الكراهية) | No                                               |
| قوانين جرائم الكراهية تشمل التوجه الجنسي والهوية الجندرية                                | No                                               |
| زواج المثليين                                                                            | No                                               |
| الاعتراف القانوني بالعلاقات المثلية                                                      | No                                               |
| تبني أحد الشريكين للطفل البيولوجي للشريك الآخر                                           | No                                               |
| التبني المشترك للأزواج المثليين                                                          | No                                               |
| يسمح للمثليين والمثليات ومزدوجي التوجه الجنسي بالخدمة علناً في القوات المسلحة             | No                                               |
| الحق بتغيير الجنس القانوني                                                               |                                                  |
| علاج التحويل محظور على القاصرين                                                          | No                                               |
| الحصول على أطفال أنابيب للمثليات                                                         | No                                               |
| الأمومة التلقائية للطفل بعد الولادة                                                      | No                                               |
| تأجير الأرحام التجاري للأزواج المثليين من الذكور                                         | (محظور لجميع الأزواج بغض النظر عن التوجه الجنسي) |
| السماح للرجال الذين مارسوا الجنس الشرجي بالتبرع بالدم                                    | No                                               |